# Antonio de la Torre (calciatore)
Antonio de la Torre (Città del Messico, 21 settembre 1951 – 2 agosto 2021) è stato un calciatore messicano, di ruolo centrocampista.

## Carriera
Con la Nazionale messicana ha preso parte al campionato del mondo 1978, tenutosi in Argentina.

## Palmarès

### Club

#### Competizioni nazionali
- Campionato messicano: 2

América: 1975-1976
Puebla: 1982-1983